# Prataparudra
Prataparudra (f. 1289–1323), también conocido como Rudradeva II, fue el último gobernante de la dinastía Kakatiya. Prataparudra II era el nieto de la reina Rudramadevi, que a consejo de su padre Ganapatideva  adoptó al joven Prataparudra II como hijo y heredero. Rani Rudramadevi parece haber muerto en 1289 mientras luchaba contra Ambadeva, un jefe rebelde. Algunas fuentes sin embargo sostienen que no murió hasta 1295.
Prataparudra II ascendió el trono a su muerte y pasó la mayoría de su reinado dedicado a expandir el empequeñecido reino hacia el este y el sudoeste mientras se defendía de los turcos en el norte. Casi todo su reinado se centró en dichas guerras.
Cuándo el gobernante turco Ghiyasuddin Tughlaq  invadió los dominios de los Kakatiya mediante su general Ulugh Khan, la capital Orugallu fue tomada y Prataparudra II se tuvo que rendir, siendo enviado cautivo a Delhi. De camino a Delhi Prataparudra II murió a orillas del río Narmada, probablemente en un suicidio que puso fin a la dinastía Kakatiya.